# KOBerrieS♪
KOBerrieS♪（コウベリーズ）は、日本のアイドルユニットである。アーティストリレーションズ所属。「ご当地アイドル殿堂入り」。

## 概要
神戸市全域のPRを担う存在「地域活性化アイドル」をコンセプトに、KOBEポップカルチャープロジェクトから生まれた。神戸が大好きな市内在住者・市内在学者・出身者を対象に、オーディションによって各区の代表としてメンバーが選出され、2012年3月17日に結成し、同年7月から本格的に始動。グループ名は一般公募によって決定され、神戸を代表する洋菓子を彩る“BERRIES（果実類）”のようにかわいらしく、“KOBE（神戸）”の魅力を全国に発信してほしいという願いが込められている。
結成以降、主に神戸市内各地のイベント出演を中心に200以上のステージを行い、2014年1月12日に神戸のジーベックホールで初のワンマンライブ『KOBerrieS♪のギュッとして LIVE 2014』を行った。2014年2月19日に『未来少年少女』（TBS系列全国ネット「アッコにおまかせ！」2014年 ２月度エンディングテーマ曲）で全国デビュー。
2014年5月、岡本商店街振興組合とのコラボで、岡本商店街PR隊に任命される（2018年4月契約満了）。2016年には、神戸開港150年記念事業の応援団「KOBEみなとアンバサダー」に就任。2018年9月には、兵庫県赤十字血液センター献血推進大使に任命された（任期1年間）。
2016年、結成時からの中心メンバーが相次いで卒業し、新体制に移行したのを機に、神戸国際会館でのワンマンライブ開催を新たな目標として掲げている。
毎年1月17日に神戸市長田区・西神戸センター街親交会が主催している「神戸震災復興フリーライブ『ONE HEART』」には、2014年から出演している。
2022年7月15日、結成10年を迎えて日本ご当地アイドル活性協会より『ご当地アイドル殿堂入り』に認定される。

## メンバー
グループ結成から2015年4月30日までのメンバー表記は名前のみだったが、2015年5月1日より名字を含む本名表記に変更された。
なお、4期生以降は、新メンバーオーディションに合格後、まず研究生として、歌やダンスのレッスンを積みながら、ライブやイベントで物販などの裏方スタッフとしての活動を経てから、正規メンバーへ昇格する流れとなっている。

### 現在のメンバー

#### 正規メンバー
| 名前        | ニックネーム | 生年月日（年齢）      | 出身区 | 加入年月日     | 期   | メンバーカラー | 備考                                                                                               |
| ----------- | ------------ | --------------------- | ------ | -------------- | ---- | -------------- | -------------------------------------------------------------------------------------------------- |
| 森島 みなみ | みなみ       | 1999年2月10日（26歳） | 灘区   | 2017年9月30日  | 7期  | オレンジ       | 第6代・第8代キャプテン グループ初の灘区代表メンバー 2019年9月15日に卒業したが、2022年2月27日に復帰 |
| 深田 あゆみ | あゆ         | 2009年1月12日（16歳） | 兵庫区 | 2023年11月19日 | 13期 | 赤             | |
| 曽谷 蘭     | らんらん     | 2004年2月6日（21歳）  | 長田区 | 2023年12月17日 | 13期 | 緑             | 元純白のプルメリア                                                                                 |
| 村田 せれな | せれれ       | 2005年5月12日（20歳） | 東灘区 | 2023年12月17日 | 13期 | 紫             | 元純白のプルメリア                                                                                 |

### 過去のメンバー

#### 正規メンバー
| 名前        | ニックネーム | 出身区 | 在籍期間                                                    | 期   | メンバーカラー | 備考 |
| ----------- | ------------ | ------ | ----------------------------------------------------------- | ---- | -------------- | --- |
| 千鶴        | ちーちゃん   | 須磨区 | 2012年3月17日 - 2013年3月                                   | 1期  |                | |
| 有彩        | ありちゃ     | 長田区 | 2012年3月17日 - 2013年3月                                   | 1期  |                | |
| 陽真莉      | ひまり       | 東灘区 | 2013年5月 - 2013年7月                                       | 2期  |                | |
| 茉由        | まゆち       | 西区   | 2012年3月17日 - 2014年3月3日                                | 1期  |                | 初代キャプテン |
| 美優        | みゅみゅ     | 西区   | 2012年3月17日 - 2014年5月5日                                | 1期  |                | 学業専念の為、活動休止期間あり |
| 真凛        | まりん       | 中央区 | 2012年3月17日 - 2014年5月31日                               | 1期  | 黄色           | |
| 郁恵        | いちこ       | 西区   | 2012年3月17日 - 2015年2月7日                                | 1期  | 紫             | 元デザイン部長 |
| あやね      | あーちゃん   | 北区   | 2012年3月17日 - 2015年4月30日                               | 1期  | 黄色           | 学業専念の為、活動休止期間あり 卒業後は「塗木沙綾」名義で女優として活動 |
| 南川 真穂   | まほ         | 東灘区 | 2015年5月5日 - 2015年7月13日                                | 3期  | レモン色       | |
| 巽 万柚菜   | なな         | 須磨区 | 2013年5月 - 2015年8月30日                                   | 2期  | 赤             | 元副キャプテン 2015年4月30日までは「菜那」名義 |
| 稲岡 志織   | しーちゃん   | 東灘区 | 2015年5月5日 - 2016年2月19日                                | 3期  | 紫             | 学業専念の為、2015年12月15日より活動休止 バンザイレーシングイメージガールオーディション 初代グランプリ ミスFLASH2021ファイナリスト 第3回サンスポGoGoクイーングランプリ               |
| 間中 芽衣   | めいめい     | 兵庫区 | 2012年3月17日 - 2016年5月1日                                | 1期  | 赤             | 第2代キャプテン 卒業後は「それでも時代はまわってます。」（2017年 - 2018年）「XPLACE」（2020年 - 2022年）で活動                                                                       |
| 山下 香奈   | かにゃん     | 北区   | 2012年3月17日 - 2016年5月1日                                | 1期  | ピンク         | 在籍当時から演劇集団イチゴハチエでも活動の他、卒業後は「みのりかな（法雨香奈）」名義でシンガーソングライターとして活動中                                                             |
| 濱口 莉紗   | りーちゃん   | 垂水区 | 2015年1月14日 - 2016年5月1日                                | 3期  | 白             | |
| 伊藤 優里   | ゆうり       | 垂水区 | 2012年3月17日 - 2016年6月25日                               | 1期  | 水色           | 第3代キャプテン 2020年2月15日ソロデビュー |
| 長谷川 鈴菜 | すーな       | 垂水区 | 2016年11月19日 - 2017年5月31日                              | 6期  | 赤             | 父はチキンガーリックステーキの長谷川真一 卒業後は「scribble scritch」(2018年 - 2019年)「あそこでクマがおどってるっっ！」(2022年 - 2023年)で活動                                      |
| 藤本 あきな | あっきーな   | 北区   | 2015年12月10日 - 2017年9月30日                              | 4期  | 桃色           | 第4代キャプテン グループ初となる研究生からの昇格 |
| 黒谷 真琴   | まぁちゃん   | 兵庫区 | 2017年9月30日 - 2019年3月31日                               | 7期  | 紫             | 卒業後は「神戸flavor」(2020年 - 2021年) 「caprice」(2021年)を経て、「LUNETTA」で「紫音まこと」として活動中(2024年 -)                                                                 |
| 花尾 理彩   | おりさ       | 兵庫区 | 2018年8月19日 - 2019年12月29日                              | 8期  | 赤             | 卒業後は「#PEXACOA」(2020年 - 2024年)「猫の眼に宇宙」(2024年 -)で「宮凪りぃさ」として活動                                                                                            |
| 岡野 春香   | はるる       | 須磨区 | 2016年5月3日 - 2020年3月29日                                | 5期  | 青             | 第5代キャプテン |
| 花城 沙弥   | さーや       | 長田区 | 2018年2月25日 - 2019年3月31日 2020年1月25日 - 2022年2月13日 | 8期  | 緑             | 前副キャプテン 元SO.ON project グループ初の兼任メンバー グループ初の卒業メンバーのグループ復帰 ミス織姫2021グランプリ 卒業後は「グットクルー」で「一ノ瀬りの」として活動中(2022年 -) |
| 小形 優莉   | ゆり         | 須磨区 | 2018年8月19日 - 2022年2月13日                               | 8期  | 赤             | 第7代キャプテン |
| 古川 莉子   | りこりこ     | 須磨区 | 2019年7月7日 - 2022年2月13日                                | 9期  | 水色           | ミス日本のゆかた2020グランプリ 卒業後は「LUNETTA」で「芹澤りおん」として活動中(2023年 -)                                                                                             |
| 井上 怜奈   | れいな       | 西区   | 2021年3月7日 - 2022年5月15日                                | 11期 | パープル       | 元リリシック学園 卒業後は「▶︎RE:versible◀︎」を結成し活動中(2022年 -) |
| 中家 温香   | ほのピー     | 須磨区 | 2021年6月26日 - 2022年5月15日                               | 11期 | ピンク         | |
| 稲村 真琴   | まこ         | 長田区 | 2022年10月23日 - 2023年5月8日                               | 12期 | 緑             | |
| 池田 凜     | りんりん     | 長田区 | 2022年5月28日 - 2023年6月4日                                | 12期 | 紫             | |
| 城尾 ちゅら | ちゅららん   | 垂水区 | 2022年5月28日 - 2023年12月2日                               | 12期 | 黄色           | 家庭の事情の為、2023年9月26日より活動休止 |
| 大出 姫花   | ひめ         | 垂水区 | 2016年5月3日 - 2021年2月26日 2023年7月30日 - 2024年3月31日  | 5期  | 青             | 元副キャプテン 在籍期間歴代最長（2006日間） |
| 室橋 枇女加 | ひめ         | 中央区 | 2023年5月14日 - 2024年6月8日                                | 13期 | ピンク         | 学業の為、活動休止期間あり |
| 廣瀬 未沙   | みーちゃん   | 中央区 | 2021年6月26日 - 2024年9月15日                               | 11期 | 白             | 副キャプテン |

#### 研究生
| 期   | 出身区(昇格/合格) | 出身区(昇格/合格) | 出身区(昇格/合格) | 出身区(昇格/合格) | 出身区(昇格/合格) | 出身区(昇格/合格) | 出身区(昇格/合格) | 出身区(昇格/合格) | 出身区(昇格/合格) | 合格年月日                                                             | 備考 |
| 期   | 西                | 垂水              | 須磨              | 北                | 長田              | 兵庫              | 中央              | 灘                | 東灘              | 合格年月日                                                             | 備考 |
| ---- | ----------------- | ----------------- | ----------------- | ----------------- | ----------------- | ----------------- | ----------------- | ----------------- | ----------------- | ---------------------------------------------------------------------- | --- |
| 4期  |                   |                   |                   | 1/1               |                   |                   |                   |                   |                   | 2015年7月26日                                                          | 北区代表・藤本あきな正規メンバー昇格                                                                       |
| 5期  |                   | 1/1               | 1/1               |                   |                   |                   |                   |                   |                   | 2016年3月12日 2023年7月（大出）                                        | 須磨区代表・岡野春香、垂水区代表・大出姫花正規メンバー昇格                                                 |
| 6期  | 0/1               | 1/1               |                   |                   |                   | 0/1               |                   |                   |                   | 2016年8月7日                                                           | 垂水区代表・長谷川鈴菜正規メンバー昇格                                                                     |
| 7期  | 0/1               | 0/1               |                   |                   |                   | 1/1               |                   | 1/2 1/1           |                   | 2017年6月11日 2021年11月14日（森島）                                   | 灘区代表・森島みなみ、兵庫区代表・黒谷真琴正規メンバー昇格                                                 |
| 8期  |                   |                   | 1/1               |                   | 1/1               | 1/1               |                   |                   |                   | 2018年2月（花城） 2018年6月10日（花尾） 2018年6月15日（小形）          | 長田区代表・花城沙弥、兵庫区代表・花尾理彩、須磨区代表・小形優莉正規メンバー昇格                           |
| 9期  |                   |                   | 1/1               |                   |                   |                   |                   |                   |                   | 2019年4月7日                                                           | 須磨区代表・古川莉子正規メンバー昇格                                                                       |
| 10期 |                   | 0/1               |                   |                   |                   |                   |                   |                   |                   | 2020年9月6日                                                           | |
| 11期 | 1/1               |                   | 1/1               |                   |                   |                   | 1/1               |                   |                   | 2021年1月11日（井上） 2021年4月11日（廣瀬・中家）                      | 西区代表・井上怜奈、中央区代表・廣瀬未沙、須磨区代表・中家温香正規メンバー昇格                             |
| 12期 |                   | 1/1               |                   |                   | 1/1               |                   |                   |                   | 0/1               | 2022年4月3日（池田・城尾） 2022年9月18日（稲村）                       | 長田区代表・池田凜、垂水区代表・城尾ちゅら、長田区代表・稲村真琴正規メンバー昇格                           |
| 13期 |                   |                   |                   |                   | 1/1               | 1/1               | 1/1               |                   | 1/1               | 2023年1月29日（室橋） 2023年9月2日（深田） 2023年11月2日（曽谷・村田） | 中央区代表・室橋枇女加、兵庫区代表・深田あゆみ、長田区代表・曽谷蘭、東灘区代表・村田せれな正規メンバー昇格 |

## ディスコグラフィ
順位はオリコン・ウィークリーランキング最高順位。

### DVD
- KOBerrieS♪ On The Run KTV アイドル Special（2013年9月6日発売、関西テレビ放送）
- Port of KOBerrieS♪ III（2018年7月22日発売）※ライブ・イベント会場限定販売
- KOBerrieS♪結成7周年記念SPライブ（2019年8月9日発売）※ライブ会場限定販売
- KOBerrieS♪結成9周年記念SPライブ（2021年11月28日発売）※ライブ会場限定販売

### ソロ楽曲
- 間中芽衣「いつだって」 - 2016年2月14日開催 ワンマンライブ「Voyage IV」にて初披露[123]、シングル「恋のパティシエール」に「モーニングコール」として収録
- 伊藤優里「前を向いて」 - 2016年2月14日開催 ワンマンライブ「Voyage IV」にて初披露[123]、2020年2月15日開催 バレンタインSPワンマンライブ「Love Song」にて限定発売[124]
- 森島みなみ「会いたくて」 - 2019年9月15日開催「森島みなみ卒業コンサート」にて初披露・CD発売（100枚限定[125]、即日完売に付きイベント会場限定で再販[126]）
- 森島みなみ「ALL RIGHT」 - 2022年7月31日開催「KOBerrieS♪結成10周年記念SPライブ『Gather Locally』」にて初披露・プレデビュー[127]、2023年2月10日イベント会場限定で初回盤CDが数量限定発売[128]され、同日より先行配信開始[129]。初回盤CDの販売枚数が目標を達成したため、2023年5月13日より新長田センティおよびイベント会場限定で製品盤CD発売開始[130]。テレビ東京系列『未来スクリプト 世界を変える「物語」のチカラ』エンディングテーマ[131]
- 広瀬未沙「パズル」 - 2024年5月4日開催「KOBerrieS♪×籠鳥恋雲ツーマンライブ」にて初披露[132]。2024年6月15日開催の「滝川祭 Re:TAKI祭」より自主制作版CDが販売開始[133]され、2024年6月19日より配信開始[134]。

## タイアップ
| 年     | 曲名                         | タイアップ                                                                                              |
| ------ | ---------------------------- | --- |
| 2012年 | Love never dies!!!           | 関西テレビ『モモコのOH!ソレ!み〜よ!』2012年7月度 - 10月度エンディングテーマ                             |
| 2014年 | タイムマシン                 | 映画『ありがとうジロー』主題歌                                                                          |
| 2014年 | 未来少年少女                 | TBS系列『アッコにおまかせ!』2014年2月度エンディングテーマ                                               |
| 2015年 | 思い出エール                 | 日本テレビ系列『秘密のケンミンSHOW』2015年1月度 - 3月度エンディングテーマ                               |
| 2016年 | ドンギバ♪                    | ABCテレビ『ジモイチドライブ〜地元の一番でおもてなし旅〜』2016年3月度エンディングテーマ                  |
| 2018年 | 恋のパティシエール           | 日本テレビ系列『秘密のケンミンSHOW』2018年10月度 - 12月度エンディングテーマ                             |
| 2019年 | ありがとうfor you            | さっぽろ村ラジオ・FMびゅー・wi-radio『弁護士みらいカフェ』オープニングテーマ(2019年6月度 - 2020年3月度) |
| 2019年 | はじまりのさよなら           | さっぽろ村ラジオ・FMびゅー・wi-radio『弁護士みらいカフェ』エンディングテーマ(2019年6月度 - 2020年3月度) |
| 2020年 | YELL〜君色の未来へ〜         | さっぽろ村ラジオ・FMびゅー・wi-radio『弁護士みらいカフェ』オープニングテーマ(2020年4月度 - )            |
| 2020年 | ありがとう〜Dear パパ ママ〜 | さっぽろ村ラジオ・FMびゅー・wi-radio『弁護士みらいカフェ』エンディングテーマ(2020年4月度 - )            |
| 2021年 | 恋ヲシタナツノヒ             | 東海テレビ『ターゲッちゅ』2021年10月度エンディングテーマ                                                |
| 2022年 | スマイル                     | 神戸海さくら公式テーマソング                                                                            |
| 2023年 | 青春-アオハル-               | J:COM『第105回 全国高等学校野球選手権記念大会』大阪・兵庫大会テーマソング                               |
| 2024年 | 風見鶏の街で                 | テレビ東京系列『未来スクリプト 世界を変える「物語」のチカラ』エンディングテーマ                         |
| 2024年 | アイコトバ                   | J:COM『ジモトピ』高校野球応援ソング                                                                     |

## 出演

### テレビ
- 2時コレ!しっとぉ!?（サンテレビ） - 育成枠毎月第3週レギュラー（間中・伊藤）
- さりげに1週間→情報Chipsロカ☆ナビ（J:COM） - 「ご当地PR大作戦」リポーター
- デイリーニュース神戸・芦屋・三木 （J:COM） - 隔週放送「KOBerrieS♪ チグコミ」リポーター[140]、ナレーション兼任でメンバー1名がゲスト出演

### ラジオ
- KOBerries♪のギュッとして!!（ラジオ関西、2012年9月2日 - 2014年5月25日）
- 岡本商店街 presents 石だたみの街から KOBerrieS♪（Kiss FM KOBE、2017年1月7日 - 12月30日）
- Viva la radio（Kiss FM KOBE、2022年1月7日 - ） - 「みなみが神戸でみーつけた！」リポーター（森島）

### CM
- ジェイカス（2019年12月、岡野・大出・小形）[141]

## ワンマン・ライブ
- KOBerrieS♪のギュッとしてLIVE Vol.1 ～新春 初めてのファン感謝祭～（2013年1月6日、Art Theater dB 神戸）
- KOBerrieS♪のギュッとしてLIVE 2014（2014年1月12日、ジーベックホール）
- KOBerrieS♪のギュッとしてライブ Vol.3（2014年5月31日、神戸VARIT.）
- KOBerrieS♪ワンマンライブVol.4『Voyage!』（2015年1月14日、神戸チキンジョージ、スペシャルゲスト：Especia）
- KOBerrieS♪ワンマンライブVol.5『VoyageⅡ』（2015年5月5日、神戸チキンジョージ）
- KOBerrieS♪ワンマンライブVol.6『VoyageⅢ』（2015年8月30日、Kobe SLOPE）
- KOBerrieS♪ワンマンライブVol.7『VoyageⅣ』（2016年2月14日、神戸チキンジョージ）
- KOBerrieS♪ワンマンライブ『New KOBerrieS♪ LIVE at CHICKEN GEROGE』（2017年1月15日、神戸チキンジョージ）
- KOBerrieS♪ワンマンライブ『Port of KOBerrieS♪』（2017年9月30日、神戸チキンジョージ）
- KOBerrieS♪ワンマンライブ『Port of KOBerrieS♪Ⅱ』（2018年1月5日、神戸チキンジョージ）
- KOBerrieS♪ワンマンライブ『Port of KOBerrieS♪Ⅲ』（2018年4月25日、神戸チキンジョージ）
- KOBerrieS♪ワンマンライブ『Port of KOBerrieS♪Ⅳ』（2018年8月19日、神戸チキンジョージ）
- KOBerrieS♪ワンマンライブ『Port of KOBerrieS♪Ⅴ』（2018年10月17日、神戸チキンジョージ、スペシャルゲスト：Akira Sunset、OS☆U）
- KOBerrieS♪ワンマンライブ『Port of KOBerrieS♪Ⅵ』（2019年1月5日、神戸チキンジョージ）
- KOBerrieS♪結成7周年記念SPライブ（2019年7月7日、神戸煉瓦倉庫K-wave、スペシャルゲスト：OS☆U）
- KOBerrieS♪結成8周年記念SPライブ（2020年8月9日、ジェイカス敷地内、オープニングアクト：大出姫花、スペシャルゲスト：松村邦洋[142]）
- KOBerrieS♪ワンマンライブ 大阪上陸大作戦vol.1『KOBerrieS♪ 知っとう？』（2021年3月7日、梅田Shangri-La、スペシャルゲスト：有木竜郎、OS☆U）
- KOBerrieS♪結成9周年記念SPライブ（2021年9月5日、神戸チキンジョージ、スペシャルゲスト：コザック前田、塗木沙綾[143][144]）
- KOBerrieS♪結成10周年記念SPライブ『Gather Locally』（2022年7月31日、神戸チキンジョージ、スペシャルゲスト：KOBerrieS♪ OG[145]、OS☆U、有木竜郎）
- KOBerrieS♪結成11周年記念SPワンマンライブ『Restart』（2023年7月30日、神戸チキンジョージ、スペシャルゲスト：籠鳥恋雲、岡野春香、越前谷直樹）[146]
- KOBerrieS♪結成12周年記念SPワンマンライブ『Very Berry』（2024年7月7日、神戸チキンジョージ、スペシャルゲスト：T&T、籠鳥恋雲、成瀬英樹、横山雄哉）[147]